# Zagóra (Krasnobród)
Zagóra – część miasta Krasnobród (województwo lubelskie). Numeracja budynków jest ustalona dla ulicy Świętego Rocha w Krasnobrodzie.
W pobliżu znajduje się rezerwat przyrody Święty Roch.